# O sole mio (film)
O sole mio è un film italiano del 1946, diretto da Giacomo Gentilomo.
È considerato da alcuni critici uno dei primi film appartenenti al genere del neorealismo, a causa della ricchezza di scene girate in esterni e della presenza di alcuni attori non professionisti.
È anche il primo film dedicato alle Quattro giornate di Napoli, cui il successivo film di Nanni Loy deve molto, soprattutto per quanto riguarda le numerose immagini che Gentilomo girò dal vero e che sono state saccheggiate nei decenni successivi.
Segnò il debutto cinematografico di Vittorio Caprioli.

## Trama
Un baritono, che è anche un ufficiale italo-americano, si fa paracadutare dietro le linee per raccogliere informazioni sui movimenti dell'esercito tedesco e favorire lo sbarco alleato. A Napoli entra in contatto coi nuclei locali di resistenza e con i semplici cittadini, che alla fine si ritroveranno uniti sulle barricate contro i tedeschi.

## Incassi
Incasso accertato nelle sale a tutto il 31 dicembre 1952: 90.000.000 di lire dell'epoca.